# Forod
Forod (Nederlands: Noorden) is een fictieve landstreek in het werk van J.R.R. Tolkien.
Het Sindarijnse woord is afgeleid van het Quenya woord Formen en is de naam die werd gegeven aan alle landen ten noorden van de Ered Mithrin, De Grijze Bergen. Een meer uitgebreide benaming was Forodwaith, (Nederlands: (Landen van de) Noordelijke Volken). Vaak wordt ook de streek rond de IJsbaai van Forochel tot Forod gerekend en het volk dat daar woont, de Lossoth, tot de Noordelijke Volken.
Het gebied kent een poolklimaat waardoor slechts weinig wezens er kunnen leven. Wel woonden er verschillende draken, waarvan er een deel naar zuidelijker gebieden waren gekomen. Het bekendste voorbeeld hiervan is Smaug die de Eenzame Berg innam. Vooral kleinere draken: de Koudedraken, wonen in de streek.
Aman · Belegaer · Beleriand · Cuiviénen · Eriador · Forod · Gondor · Harad · Hildórien · Mordor · Númenor · Rhovanion · Rhûn